# Peter Ofori-Quaye
Peter Ofori-Quaye (ur. 21 marca 1980 w Akrze) – ghański piłkarz grający na pozycji napastnika.

## Kariera klubowa
Karierę piłkarską Ofori-Quaye rozpoczął w klubie Ghapoha Readers Tema. W sezonie 1994/1995 zadebiutował w jego barwach w ghańskiej Premier League i grał w niej przez rok. W 1995 roku zawodnik wyjechał do Grecji i został zawodnikiem tamtejszego pierwszoligowca, PAE Kalamata. W Kalamacie grał przez dwa sezony.
W 1997 roku Ofori-Quaye jako 17-latek podpisał kontrakt z Olympiakosem Pireus. W Olympiakosie występował przez łącznie 6 sezonów i grywał w ataku tego klubu z takimi zawodnikami jak: Siniša Gogić, Aleksios Aleksandris, Ilija Ivić, Giovanni czy Lambros Chutos. Wraz z Olympiakosem sześciokrotnie z rzędu wywalczył tytuł mistrza Grecji w latach 1998–2003. W 1999 roku zdobył Puchar Grecji, a z klubem z Pireusu grał też w Lidze Mistrzów. 1 października 1997 roku w meczu Ligi Mistrzów z Rosenborgiem Trondheim (1:5) strzelając gola Ofori-Quaye stał się najmłodszym strzelcem w historii tych rozgrywek. Miał wówczas 17 lat i 195 dni.
W 2004 roku Ofori-Quaye wrócił do Ghany i został piłkarzem klubu Liberty Professionals. Po dwóch sezonach gry w tym klubie ponownie trafił do Grecji i został piłkarzem OFI Kreta, w której zadebiutował 8 stycznia 2006 w meczu z Levadiakosem (0:1). W OFI występował do lata 2007.
Kolejnym klubem w karierze Ofori-Quaye był izraelski Hapoel Ironi Kirjat Szemona. Występował w nim przez rok. W 2008 roku przeszedł do cypryjskiego AEL Limassol, a latem 2009 rozwiązał kontrakt z tym klubem i stał się wolnym zawodnikiem. Następnie występował w zespołach Accra Hearts of Oak SC oraz Bechem United. W 2013 roku zakończył karierę.
| Sezon   | Klub                        | Kraj   | Rozgrywki                 | Mecze | Bramki |
| ------- | --------------------------- | ------ | ------------------------- | ----- | ------ |
| 1994/95 | Ghapoha Readers Tema        | Ghana  | Premier League            | ?     | ?      |
| 1995/96 | PAE Kalamata                | Grecja | Alpha Ethniki             | 8     | 1      |
| 1996/97 | PAE Kalamata                | Grecja | Alpha Ethniki             | 26    | 7      |
| 1997/98 | Olympiakos SFP              | Grecja | Alpha Ethniki             | 20    | 7      |
| 1998/99 | Olympiakos SFP              | Grecja | Alpha Ethniki             | 15    | 3      |
| 1999/00 | Olympiakos SFP              | Grecja | Alpha Ethniki             | 4     | 1      |
| 2000/01 | Olympiakos SFP              | Grecja | Alpha Ethniki             | 13    | 3      |
| 2001/02 | Olympiakos SFP              | Grecja | Alpha Ethniki             | 11    | 5      |
| 2002/03 | Olympiakos SFP              | Grecja | Alpha Ethniki             | 17    | 5      |
| 2004    | Liberty Professionals       | Ghana  | Premier League            | ?     | ?      |
| 2005    | Liberty Professionals       | Ghana  | Premier League            | ?     | ?      |
| 2005/06 | OFI 1925                    | Grecja | Alpha Ethniki             | 16    | 1      |
| 2006/07 | OFI 1925                    | Grecja | Alpha Ethniki             | 29    | 7      |
| 2007/08 | Hapoel Ironi Kirjat Szemona | Izrael | Ligat ha’Al               | 26    | 4      |
| 2008/09 | AEL Limassol                | Cypr   | Protathlima A’ Kategorias | 11    | 3      |

## Kariera reprezentacyjna
W reprezentacji Ghany Ofori-Quaye zadebiutował w 1998 roku. W tamtym roku został powołany do kadry Ghany na Puchar Narodów Afryki 1998. Na tym turnieju zagrał w 2 grupowych spotkaniach: z Togo (1:2) i z Demokratyczną Republiką Konga (0:1). Z kolei w 2000 roku wystąpił w 3 meczach Pucharu Narodów Afryki 2000: z Kamerunem (1:1), z Wybrzeżem Kości Słoniowej (0:2) i ćwierćfinale z Republiką Południowej Afryki (0:1). W kadrze narodowej od 1998 do 2007 roku rozegrał 18 meczów i strzelił w nich 2 gole.